# 569 Dywizja Grenadierów Ludowych
569 Dywizja Grenadierów Ludowych (niem. 569. Volks-Grenadier-Division) – niemiecka dywizja sformowana 25 sierpnia 1944 na poligonie Wahn nieopodal Kolonii, powstała w ramach 32. fali. 17 września 1944 została połączona z 361 Dywizją Piechoty w celu sformowania 361 Dywizji Grenadierów Ludowych.

## Skład
- 1165  pułk grenadierów
- 1166  pułk grenadierów
- 1167  pułk grenadierów
- 1569  pułk artylerii
- 569  batalion fizylierów
- 1569  batalion niszczycieli czołgów
- 1569  batalion inżynieryjny
- 1569  batalion łączności
- 1569  dywizyjne oddziały zaopatrzenia